# Priechod
Priechod és un poble i municipi d'Eslovàquia que es troba a la regió de Banská Bystrica.

## Història
La primera menció escrita de la vila es remunta al 1340.

## Demografia
| Godina             | 1994 | 2004   | 2014   | 2024    |
| ------------------ | ---- | ------ | ------ | ------- |
| Nombre de persones | 860  | 927    | 917    | 1030    |
| Diferència         |      | +7,79% | −1,07% | +12,32% |

| Godina             | 2023 | 2024   |
| ------------------ | ---- | ------ |
| Nombre de persones | 1043 | 1030   |
| Diferència         |      | −1,24% |